# Persone di cognome Christensen
| Questa pagina contiene informazioni ricavate automaticamente dalle voci biografiche con l'ausilio del template Bio e di un bot. L'aggiornamento è periodico e automatico e ricostruisce completamente la pagina. Se manca una persona in questa lista, sei pregato di non aggiungerla, ma accertati piuttosto che la sua voce biografica contenga il template Bio e che i dati anagrafici siano correttamente compilati. Se il template Bio manca, inseriscilo tu stesso o, in alternativa, metti l'avviso {{tmp\|Bio}} che ne segnala la mancanza. Se i dati riportati sono sbagliati, correggi direttamente la voce biografica; le modifiche saranno visibili in questa lista entro pochi giorni. Per chiarimenti vedi il progetto antroponimi. La lista contiene solo le 75 persone che sono citate nell'enciclopedia e per le quali è stato implementato correttamente il template Bio. Pagina aggiornata al 7 mag 2025. |

Questa è una lista di persone presenti nell'enciclopedia che hanno il cognome Christensen, suddivise per attività principale.

## Allenatori di calcio(5)
- Agnar Christensen, allenatore di calcio e ex calciatore norvegese (n. 1969)
- Bent Egsmark Christensen, allenatore di calcio, ex calciatore e ex giocatore di calcio a 5 danese (n. 1963)
- Flemming Christensen, allenatore di calcio e ex calciatore danese (Copenaghen, n. 1958)
- Kim Christensen, allenatore di calcio e ex calciatore danese (Frederiksværk, n. 1980)
- Roar Christensen, allenatore di calcio e calciatore norvegese (Harstad, n. 1971)

## Armatori(1)
- Lars Christensen, armatore e filantropo norvegese (Vestfold, n. 1884 - New York, † 1964)

## Astronomi(2)
- Eric J. Christensen, astronomo statunitense (n. 1977)
- Per Rex Christensen, astronomo danese

## Attori(3)
- Richard Christensen, attore danese (Copenaghen, n. 1887 - Frederiksberg, † 1944)
- Hayden Christensen, attore canadese (Vancouver, n. 1981)
- Jesper Christensen, attore danese (Copenaghen, n. 1948)

## Attrici(4)
- Brigitte Christensen, attrice danese (Danimarca, n. 1957)
- Erika Christensen, attrice statunitense (Seattle, n. 1982)
- Laura Christensen, attrice danese (Copenaghen, n. 1984)
- Ute Christensen, attrice tedesca (Neubrandenburg, n. 1955)

## Attrici teatrali(1)
- Bab Christensen, attrice teatrale e attrice cinematografica norvegese (Oslo, n. 1928 - Oslo, † 2017)

## Calciatori(15)
- Anders Møller Christensen, ex calciatore danese (n. 1977)
- Andreas Christensen, calciatore danese (Allerød, n. 1996)
- Didrik Christensen, calciatore norvegese (n. 1903 - † 1974)
- Gunnar Christensen, calciatore norvegese (n. 1905 - † 1988)
- Jørgen Christensen, calciatore danese (n. 1936 - † 2018)
- Kim Christensen, ex calciatore danese (Hvidovre, n. 1979)
- Kurt Christensen, calciatore danese (Odense, n. 1937 - † 2022)
- Lasse Christensen, calciatore danese (Esbjerg, n. 1994)
- Magnus Christensen, calciatore danese (Frederikshavn, n. 1997)
- Martin Christensen, ex calciatore danese (Ishøj, n. 1987)
- Michael Christensen, ex calciatore danese (n. 1983)
- Oliver Christensen, calciatore danese (Kerteminde, n. 1999)
- Svend Erik Christensen, ex calciatore danese (Stenstrup, n. 1949)
- Tobias Christensen, calciatore norvegese (Kristiansand, n. 2000)
- Torben Christensen, ex calciatore danese (Tårs, n. 1963)

## Calciatrici(2)
- Lene Christensen, calciatrice danese (Marstrup, n. 2000)
- Maria Lindblad Christensen, calciatrice danese (n. 1995)

## Cantanti(1)
- Jonna Pirinen, cantante finlandese (Joensuu, n. 1982)

## Cestiste(1)
- Kayte Christensen, ex cestista statunitense (Lakeview, n. 1980)

## Cestisti(2)
- Cal Christensen, cestista statunitense (Toledo, n. 1927 - Waterville, † 2011)
- John Christensen, cestista e pallamanista danese (Copenaghen, n. 1922 - † 2005)

## Ciclisti su strada(2)
- Mads Christensen, ex ciclista su strada e pistard danese (Aalborg, n. 1984)
- Ryan Christensen, ciclista su strada neozelandese (Hamilton, n. 1996)

## Compositori(1)
- Alex Christensen, compositore, produttore discografico e disc jockey tedesco (Amburgo-Wilhelmsburg, n. 1967)

## Danzatori(2)
- Harold Christensen, ballerino e coreografo statunitense (Brigham City, n. 1904 - San Anselmo, † 1989)
- Lew Christensen, ballerino, coreografo e direttore artistico statunitense (Brigham City, n. 1909 - San Mateo, † 1984)

## Fumettisti(1)
- Don Christensen, fumettista e animatore statunitense (Minneapolis, n. 1916 - Las Vegas, † 2006)

## Ginnasti(2)
- Conrad Christensen, ginnasta norvegese (Oslo, n. 1882 - Oslo, † 1950)
- Søren Peter Christensen, ginnasta danese (Langskov, n. 1884 - Faaborg, † 1927)

## Giocatori di football americano(2)
- Brady Christensen, giocatore di football americano statunitense (Bountiful, n. 1996)
- Joachim Christensen, giocatore di football americano danese (Copenaghen, n. 1993)

## Hockeisti su ghiaccio(1)
- Mads Christensen, hockeista su ghiaccio danese (Herning, n. 1987)

## Mezzofondisti(1)
- Christian Christensen, mezzofondista danese (Copenaghen, n. 1876 - Søllerød, † 1956)

## Modelle(1)
- Helena Christensen, supermodella danese (Copenaghen, n. 1968)

## Musicisti(1)
- Sebastian, musicista, cantante e compositore danese (n. 1949)

## Nuotatori(2)
- Chris Christensen, nuotatore danese (n. 1988)
- Chris Christensen, nuotatore e pallanuotista statunitense (Hamilton, n. 1918 - † 2013)

## Pattinatori artistici su ghiaccio(1)
- Christen Christensen, pattinatore artistico su ghiaccio norvegese (Oslo, n. 1904 - Oslo, † 1969)

## Percussionisti(1)
- Jon Christensen, percussionista e batterista norvegese (Oslo, n. 1943 - Oslo, † 2020)

## Pesisti(1)
- Kim Christensen, pesista danese (Arden, n. 1984)

## Piloti automobilistici(1)
- Michael Christensen, pilota automobilistico danese (Karlslunde, n. 1990)

## Pistard(2)
- Harald Christensen, pistard danese (Kolding, n. 1907 - Copenaghen, † 1994)
- Michael Færk Christensen, ex pistard danese (Hobro, n. 1986)

## Poetesse(1)
- Inger Christensen, poetessa, scrittrice e saggista danese (Vejle, n. 1935 - Copenaghen, † 2009)

## Politici(3)
- Ingolf Elster Christensen, politico norvegese (Førde, n. 1872 - † 1943)
- J. C. Christensen, politico danese (Påbøl, n. 1856 - Ringkøbing, † 1930)
- Jon Lynn Christensen, politico statunitense (St. Paul, n. 1963)

## Registi(3)
- Benjamin Christensen, regista, attore e cantante danese (Viborg, n. 1879 - Copenaghen, † 1959)
- Carlos Hugo Christensen, regista argentino (Santiago del Estero, n. 1914 - Rio de Janeiro, † 1999)
- Shawn Christensen, regista, attore e musicista statunitense (Poughkeepsie)

## Religiose(1)
- Else Christensen, religiosa e sindacalista danese (Esbjerg, n. 1913 - Vancouver, † 2005)

## Sciatori alpini(2)
- Peik Christensen, ex sciatore alpino norvegese (Oslo, n. 1952)
- Simen Ramberg Christensen, ex sciatore alpino norvegese (n. 1993)

## Sciatori freestyle(1)
- Joss Christensen, sciatore freestyle statunitense (Salt Lake City, n. 1991)

## Sciatrici alpine(1)
- Nora Grieg Christensen, ex sciatrice alpina norvegese (Bærum, n. 1995)

## Scrittori(1)
- Lars Saabye Christensen, scrittore e poeta norvegese (Oslo, n. 1953)

## Scrittrici(1)
- Kate Christensen, scrittrice statunitense (California, n. 1962)

## Tuffatori(1)
- Martin Bang Christensen, tuffatore danese (n. 1998)

## Vescovi cattolici(1)
- Peter Forsyth Christensen, vescovo cattolico statunitense (Altadena, n. 1952)